# 道の駅きつれがわ
道の駅きつれがわ（みちのえき きつれがわ）は、栃木県さくら市にある国道293号の道の駅である。

## 概要
関東地方の道の駅では最初に喜連川温泉を利用した日帰り入浴施設を設置した施設である。20時までは歩行浴プールやジェットバスなどのクアハウスも開設されており、水着持参であれば入浴料のみで利用可能である。
当時の花塚發喜連川町長の親族夫妻（SMC創業者）による私財拠出によって温泉掘削が行われ、券売機横に名誉町民となった同夫妻のレリーフが飾られている。
2017年4月20日、野口雨情が過ごした大正時代をテーマとした内装で飲食店と物販店が入居する新館を増築し、リニューアルオープンした。
2022年6月19日23時50分頃、本館1階で出火し、1階の一部を焼失。本館にすすが充満して休業となったが、同年10月に温泉施設のみ先行オープンした。
復旧工事が行われるとともに「大正ロマン風」の模様替えなどが行われ、2023年（令和5年）1月28日にリニューアルオープンした。

## 施設
- 駐車場（普通車242台、身障者用車4台、大型車17台、EV1台）
- トイレ（屋内2か所、屋外1か所）
- 公衆電話
- 本館
  - 総合案内
  - 情報コーナー
  - 野口雨情コーナー
  - 温泉&クアハウス- 荒川の湯・内川の湯（男女日替わり制）、クアハウス（温水プール）。
  - 桔梗 花実や（うどん・そば・丼）
  - Gelateria KITS（ジェラート）
- 新館
  - 特産品展示直売所
  - フードコート
    - 竹末道の駅本陣（ラーメン）
    - 喜連川温泉美肌餃子 餃子とキムチの大都（餃子・韓国料理）
    - パン工房温泉パン
    - たいやき鱒屋
    - 惣菜工房花のれん
- イベントステージ
- 足湯
- 温熱利用ハウス「フォーシーズン」
- 旅の情報館
- 防災ステーション
- ヘリポート

## アクセス
- 国道293号
  - 栃木県道74号塩谷喜連川線
  - 栃木県道180号蒲須坂喜連川線
  - 栃木県道222号熊田喜連川線
- JR氏家駅から「観光温泉バス」が乗り入れている[3]。

## 周辺
- さくら市役所 喜連川庁舎
- 喜連川消防署
- 喜連川郵便局
- さくら市立喜連川小学校